# ريد هيل
ريد هيل (بالإنجليزية: Red Hill)‏ هو لاعب كرة قاعدة أمريكي، ولد في 20 يناير 1893 في مارشال في الولايات المتحدة، وتوفي في 11 أغسطس 1938 في إل باسو في الولايات المتحدة.

## وصلات خارجية
- ريد هيل على موقعبيزبول رفرنس.كوم (الدوري الرئيسي) (الإنجليزية)
- ريد هيل على موقعبيزبول رفرنس.كوم (الدوري الثانوي) (الإنجليزية)